# Oliver Feld

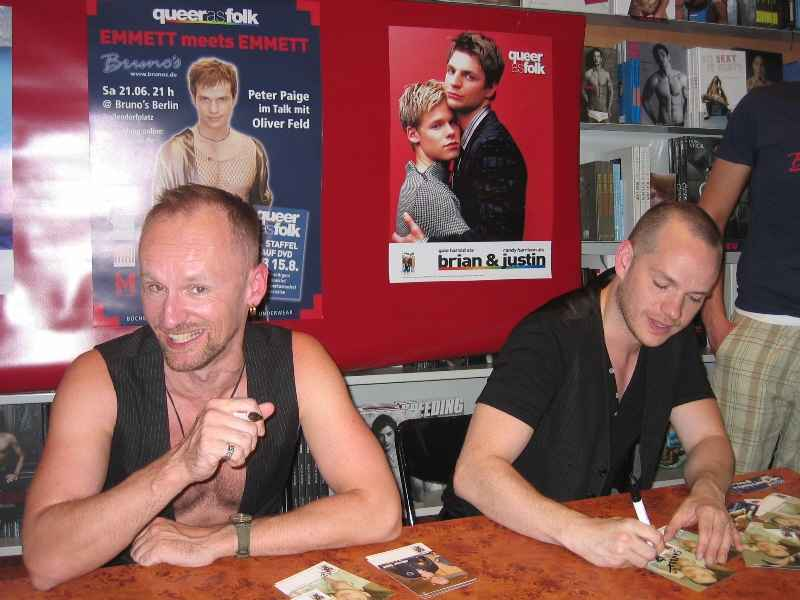
Oliver Feld (links) mit US-Schauspieler Peter Paige bei einer Autogrammstunde (2008)

Oliver Feld (* 2. Mai 1967 in West-Berlin) ist ein deutscher Schauspieler, Hörspielsprecher, Synchronsprecher, Synchronautor und Synchronregisseur.

## Werdegang
Seinen ersten Einsatz als Synchronsprecher hatte Feld bereits mit 14 Jahren als Willy in Kampfstern Galactica – Das Ende einer Odyssee. An der Fritz-Kirchhoff Schule absolvierte er eine Schauspielausbildung und war danach an mehreren Berliner Theatern aktiv. Unter anderem spielte er am Hansa-Theater und am Theater am Kurfürstendamm. An der Tribüne war ihm nach eigenen Angaben Edith Hancke eine Lehrerin. Im Fernsehen hatte Oliver Feld Schauspielauftritte in den Serien Tatort an der Seite von Götz George, Praxis Bülowbogen und Unser Charly. Doch sein Hauptbetätigungsfeld blieb die Synchronisation. Er war aktiv bei der Neu-Synchronisierung von Im Westen nichts Neues. Seit 1991 sprach er den Blacky in General Hospital. Zudem übernahm er zehn Jahre lang die deutsche Stimme von Noah Wyle in der Fernsehserie Emergency Room – Die Notaufnahme.
Oliver Feld lebt in Berlin und arbeitet auch als Dialogbuchautor und -regisseur. So war er unter anderem für die deutschsprachigen Fassungen der Serien Rick & Steve (2008–2009), L.A. Crash (2009–2010) und FlashForward (2009–2010) verantwortlich. Derzeit ist er mit der deutschen Synchronisation von der Arztserie Private Practice (seit 2008) und für die ersten vier Staffeln der Musical-Serie Glee (2011–2013) beschäftigt. Seit 2017 ist Feld für alle neuen Star-Trek-Serien verantwortlich. So auch für Star Trek: Discovery (seit 2017) und Star Trek: Picard (seit 2020). Auch ist er seit 2020 für die Synchronisation der neuen Twilight Zone-Serie verantwortlich.

## Dialogregie & Dialogbuch (Auswahl)
- 2011–2013: Glee (Staffel 1–4; 88 Folgen)
- 2016–2017: Transparent (Staffel 3–4; 20 Folgen)
- 2017–2019: Sneaky Pete
- seit 2017: Star Trek: Discovery (Dialogregie)
- 2018: Atlanta Medical (Dialogregie, 14 Folgen)
- 2019: Departure – Wo ist Flug 716 (Dialogregie, 6 Folgen)
- 2019–2021:  Pose
- 2019: Star Trek: Short Treks (Dialogregie, 4 Folgen)
- seit 2020: Star Trek: Picard (Dialogregie)
- seit 2020: Twilight Zone (Dialogregie)

## Synchronrollen (Auswahl)
Jerry Seinfeld
- 1995, 1998–2000: Seinfeld (Fernsehserie, 180 Folgen)
- 2007: Rezept zum Verlieben
- 2009: 30 Rock (Fernsehserie, 1 Folge)
- 2012: Lass es, Larry! (Fernsehserie, 5 Folgen)
- 2016: Inside Amy Schumer (Fernsehserie, 1 Folge)
- 2018: The Orville (Fernsehserie, 1 Folge)
- 2019: Huge in France (Fernsehserie, 1 Folge)

Ivan Sergei
- 1995: Tod im Schlafzimmer Jimmy Petit
- 1996: Amoklauf aus Eifersucht als Billy Jones / Kevin
- 1996: Star Command – Gefecht im Weltall als Ens. Phillip Jackson
- 1998: Das letzte Duell als Spud Walker
- 2003: Abgezockt! als Mark
- 2004: 10.5 – Die Erde bebt (Miniserie) als Dr. Zack Nolan
- 2004–2005: Jack & Jill (Fernsehserie) als David „Jill“ Jillefsky
- 2006: Santa Baby als Luke Jessup
- 2006: Trennung mit Hindernissen als Carson
- 2008: To Love and Die als Blue
- 2009: CSI: Miami (Fernsehserie, 1 Folge) als Greg Donner
- 2013: CSI: Vegas (Fernsehserie, 1 Folge) als Ivan Cafferty
- 2016: Castle (Fernsehserie, 1 Folge) als Cole Whitfield
- 2016: Mother, May I Sleep with Danger? als Mr. Ross
- 2017: Navy CIS: New Orleans (Fernsehserie, 3 Folgen) als Agent John Russo

Noah Wyle
- 1995–2006, 2009: Emergency Room – Die Notaufnahme als Dr. John Carter
- 1996: Friends (Fernsehserie, 1 Folge) als Dr. Jeffrey Rosen
- 1998: Die Larry Sanders Show (Fernsehserie, 1 Folge) als Noah Wyle
- 2000: Die Silicon Valley Story als Steve Jobs
- 2000: Fail Safe – Befehl ohne Ausweg als Buck
- 2002: Genug – Jeder hat eine Grenze als Robbie
- 2004: The Quest – Jagd nach dem Speer des Schicksals als Flynn Carsen
- 2005: The Californians als Gavin Ransom
- 2007: The Quest – Das Geheimnis der Königskammer: als Flynn Carsen
- 2008: Nichts als die Wahrheit als Avril Aaronson
- 2008: The Quest – Der Fluch des Judaskelch: als Flynn Carsen
- 2008: W. – Ein missverstandenes Leben als Don Evans
- 2011–2015: Falling Skies (Fernsehserie) als Tom Mason
- 2015–2018: The Quest – Die Serie (Fernsehserie) als Flynn Carsen
- 2018: The Romanoffs (Fernsehserie, 1 Folge) als Ivan
- seit 2021: Leverage 2.0 (Fernsehserie) als Harry Wilson

### Filme
- 1993: Ben Affleck in Der Außenseiter als Chesty Smith
- 1995: Jason David Frank in Power Rangers – Der Film als Tommy Oliver
- 1996: Hank Azaria in Heat als Alan Marciano
- 1997: Gregory Cooke in Titanic als Funker Jack Phillips
- 1998: Benjamin Brown in Ich weiß noch immer, was du letzten Sommer getan hast als Darick
- 1999: Luke Wilson in Verliebt in Sally als Dorian Montier
- 1999: Julian Rhind-Tutt in Notting Hill als ‚Time Out‘ Journalist
- 2000: Justin Theroux in Der Club der gebrochenen Herzen als Marshall
- 2000: Adrien Brody in Summer of Sam als Richie
- 2003: Johnny Messner in Tränen der Sonne als Kelly Lake
- 2003: Ajay Naidu in Scary Movie 3 als Sayaman
- 2013: Morris Chestnut in Voll abgezockt als Detective Reilly
- 2015: Masakazu Morita in Dragonball Z: Kampf der Götter als Whis
- 2015: D. B. Woodside in Der Kaufhaus Cop 2 als Robinson
- 2016: Masakazu Morita in Dragonball Z: Resurrection ‚F‘ als Whis
- 2017: Omar Sy in Transformers: The Last Knight als Hot Rod
- 2017: Justin Theroux in Star Wars: Die letzten Jedi als Meister-Codeknacker
- 2018: Masakazu Morita in Dragon Ball Super: Broly als Whis
- 2021: Michael McDonald in Halloween Kills als Little John
- 2022: Masakazu Morita in Dragon Ball Super: Super Hero als Whis
- 2023: Guardians of the Galaxy Vol. 3 für Chukwudi Iwuji als High Evolutionary

### Serien
- 1993–1996: Sonic der irre Igel als Scratch (Phil Hayes)
- 1994–1996, 2002: Power Rangers als Tommy Oliver (Jason David Frank)
- 1995: Robin Hood als Little John (Bin Shimada)
- 1996–1998: Die Ren & Stimpy Show als Stimpy (Billy West)
- 1997–2001: Johnny Bravo als Johnny Bravo (Jeff Bennett)
- 1998: Buffy – Im Bann der Dämonen als Wesley Wyndham-Pryce (Alexis Denisof)
- 1998: Serial Experiments Lain als Mund
- 1999: Star Trek: Deep Space Nine als Norvo Tigan (Kevin Rahm)
- 1999–2001: Unten am Fluss – als Hawkbit (Lee Ross)
- 2000–2001: Noch mal mit Gefühl als David Cassilli (Todd Field)
- 2000–2002: Allein gegen die Zukunft als Patrick Quinn (Billie Worley)
- 2000–2002: Seven Days – Das Tor zur Zeit als Craig Donovan (Don Franklin)
- 2001–2002: Dragonball Z als Zarbon (Shō Hayami)
- 2001–2008: Angel – Jäger der Finsternis als Wesley Wyndham-Pryce (Alexis Denisof)
- 2002: X-DuckX – Extrem abgefahren als J. T. Trash
- 2002: Dr. Slump als Hashimoto
- 2002–2006, seit 2018: Detektiv Conan als Heiji Hattori (Ryō Horikawa)
- 2003–2004: Peace Maker Kurogane: als Sanosuke Harada (Kenji Nomura)
- 2003–2005: Codename: The Boy als Bob St. Vincent (Al Goulem)
- 2003–2008: Crossing Jordan – Pathologin mit Profil als Dr. Nigel Townsend (Steve Valentine)
- 2004: MegaMan NT Warrior als Glide (Ted Cole)
- 2004–2011: The Shield – Gesetz der Gewalt: als Detective Holland „Dutch“ Wagenbach (Jay Karnes)
- 2005, 2007, 2008: 24 als Wayne Palmer (D. B. Woodside)
- 2006–2008: Queer as Folk als Emmett Honeycutt (Peter Paige)
- 2007: Paranoia Agent als Hatomura (Kiyonobu Suzuki)
- 2007–2010: Lost als Dr. Richard Alpert (Nestor Carbonell)
- 2008: Final Fantasy Unlimited als Makenshi
- 2008–2010: Rick & Steve als Steve (Peter Paige)
- 2009–2013: Die Pinguine aus Madagascar als Pinguin Kowalski[2] (Jeff Bennett)
- 2011: V – Die Besucher als Ryan Nichols (Morris Chestnut)
- 2013–2014: Smash als Tom Levitt (Christian Borle)
- 2016–2021: Lucifer als Amenadiel (D. B. Woodside)
- 2017–2019: Dragon Ball Super als Whis (Masakazu Morita)
- 2017–2019: The Tick als Ramses IV (Michael Cerveris)
- seit 2020: Jujutsu Kaisen als Kento Nanami (Kenjirō Tsuda)
- 2022: Das Buch von Boba Fett als Mok Shaiz’s Majordomo (David Pasquesi)
- 2023: für D.B. Woodside als Erik Monks in The Night Agent

### Weitere Sprechrollen
- Comedy-Central-Trailer
- Computerspiel Star Trek: Voyager – Elite Force und Elite Force II: Fähnrich (später: Lieutenant) Alexander Munro (deutsche Version)

## Hörspiele (Auswahl)
- 2006: Gruselkabinett Folge 11: Der Untergang des Hauses Usher. Titania Medien, als Philipp Belfield[3]
- 2009: Lady Bedfort Folge 24: Lady Bedfort und die Truhe des Kapitäns. Hörplanet, als George Upright
- 2011: Sherlock Homes Folgen 57, 59, 60. maritim, diverse Rollen.[4]
- 2021 (Audible): Die Wahrheit tut weh. Das Original-Hörspiel zur TV-Serie, Edelkids, als Kowalski (Die Pinguine aus Madagascar)